# Lance Fuller
Lance Fuller (Somerset, 6 dicembre 1928 – Los Angeles, 22 dicembre 2001) è stato un attore statunitense.

## Biografia
Da ragazzo fu inizialmente prescelto per il ruolo dell'adolescente Jody Baxter nel film Il cucciolo, ma l'inizio delle riprese fu ritardato; il film venne realizzato nel 1946 e Fuller, divenuto ormai adulto, fu sostituito da Claude Jarman Jr..
Negli anni cinquanta interpretò molti film di fantascienza di serie B. Fu sposato con l'attrice Joi Lansing dal 1951 al 1953.

## Filmografia

### Cinema
- Frankenstein contro l'uomo lupo (Frankenstein Meets the Wolf Man), regia di Roy William Neill (1943)
- Acque del Sud (To Have and Have Not), regia di Howard Hawks (1944)
- La strada scarlatta (Scarlet Street), regia di Fritz Lang (1945)
- Il magnifico avventuriero (Along Came Jones), regia di Stuart Heisler (1945)
- Notte e dì (Night and Day), regia di Michael Curtiz (1946)
- Scheherazade (Song of Scheherazade), regia di Walter Reisch (1947)
- Cantando sotto la pioggia (Singing in the Rain), regia di Gene Kelly e Stanley Donen (1952)
- The All American, regia di Jesse Hibbs (1953)
- Delitto alla televisione (The Glass Web), regia di Jack Arnold (1953)
- Il maggiore Brady (War Arrow), regia di George Sherman (1953)
- Il figlio di Kociss (Taza, Son of Cochise), regia di Douglas Sirk (1954)
- The Other Woman, regia di Hugo Haas (1954)
- Ragazze audaci (Playgirl), regia di Joseph Pevney (1954)
- La magnifica ossessione (Magnificent Obsession), regia di Douglas Sirk (1954)
- Lo scudo dei Falworth (The Black Shield of Falworth), regia di Rudolph Maté (1954)
- La regina del Far West (Cattle Queen of Montana), regia di Allan Dwan (1954)
- Kentucky Rifle, regia di Carl K. Hittleman (1955)
- Cittadino dello spazio (This Island Earth), regia di Joseph M. Newman (1955)
- Le perle nere del Pacifico (Pearl of the South Pacific), regia di Allan Dwan (1955)
- La meticcia di fuoco (Apache Woman), regia di Roger Corman (1955)
- Veneri rosse (Slightly Scarlet), regia di Allan Dwan (1956)
- Secret of Treasure Mountain, regia di Seymour Friedman (1956)
- Pellirosse alla frontiera (Frontier Woman), regia di Ron Ormond (1956)
- Girls in Prison, regia di Edward L. Cahn (1956)
- The She-Creature, regia di Edward L. Cahn (1956)
- Web il coraggioso (Tension at Table Rock), regia di Charles Marquis Warren (1956)
- Runaway Daughters, regia di Edward L. Cahn (1956)
- Voodoo Woman, regia di Edward L. Cahn (1957)
- The Bride and the Beast, regia di Adrian Weiss (1958)
- Il piccolo campo (God's Little Acre), regia di Anthony Mann (1958)
- La notte senza legge (Day of the Outlaw), regia di André De Toth (1959)
- Saint of Devil's Island, regia di Douglas Cox (1961)
- Andromeda (The Andromeda Strain), regia di Robert Wise (1971)
- La macchina dell'amore (The Love Machine), regia di Jack Haley Jr. (1971)
- Quella sporca ultima meta (The Longest Yard), regia di Robert Aldrich (1974)
- Un gioco estremamente pericoloso (Hustle), regia di Robert Aldrich (1975)

### Televisione
- The Silent Service – serie TV, 1 episodio (1957)
- The Rifleman – serie TV, 1 episodio (1958)
- Target – serie TV, episodio 1x27 (1958)
- Maverick – serie TV, 2 episodi (1958-1959)
- Men Into Space – serie TV, episodio 1x10 (1959)
- The Deputy – serie TV, 1 episodio (1959)
- Tombstone Territory – serie TV, 1 episodio (1959)
- Colt .45 – serie TV, 1 episodio (1959)
- 26 Men – serie TV, episodio 2x34 (1959)
- This Man Dawson – serie TV, episodio 1x26 (1960)
- Bat Masterson – serie TV, 3 episodi (1959-1961)
- Thriller – serie TV, episodio 1x11 (1960)
- Indirizzo permanente (77 Sunset Strip) – serie TV, episodio 2x16 (1960)
- Lawman – serie TV, 1 episodio (1961)
- Shotgun Slade – serie TV, 1 episodio (1961)
- General Electric Theater – serie TV, episodi 10x24-10x25 (1962)
- Ai confini della realtà (The Twilight Zone) – serie TV, episodio 3x23 (1962)
- Matt Helm – serie TV, 1 episodio (1975)